# Seberi
Seberi là một đô thị thuộc bang Rio Grande do Sul, Brasil. Đô thị này có diện tích 301,422 km², dân số năm 2007 là 10870 người, mật độ 36,06 người/km².